# Kearfottia albafasciella
Kearfottia albafasciella is een vlinder uit de familie van de Eriocottidae. De wetenschappelijke naam van de soort is voor het eerst geldig gepubliceerd in 1904 door Fernald.